# Plac Powstańców Warszawy 1944 w Bełżycach
Plac Powstańców Warszawy 1944 w Bełżycach – park w Bełżycach pomiędzy ulicami Kazimierską i Doktora Grażewicza. Przez plac przepływa rzeka Krężniczanka. Plac nazwany został 29 maja 2005 roku, razem z otwarciem znajdującego się na nim Pomnika Niepodległości w Bełżycach, a powstał w 2000 roku.

## Galeria

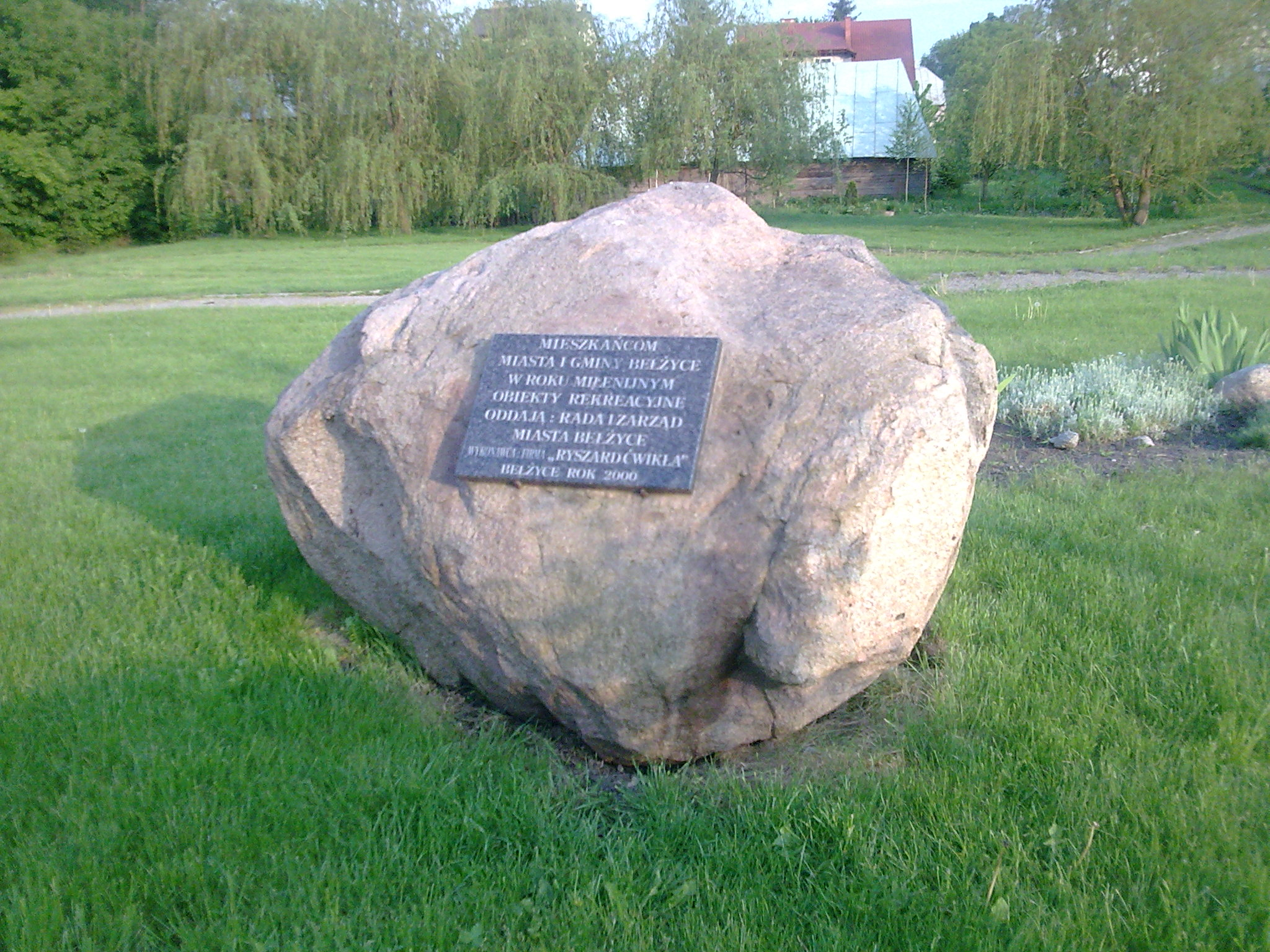
Głaz narzutowy z tabliczką upamiętniającą przekazanie terenów rekreacyjnych mieszkańcom w 2000 roku z okazji nowego milennium, zdjęcie z 2008 roku
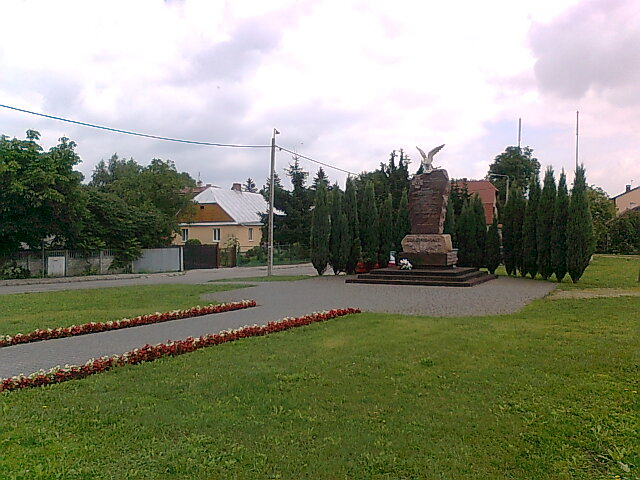
Pomnik Niepodległości w 2013 roku
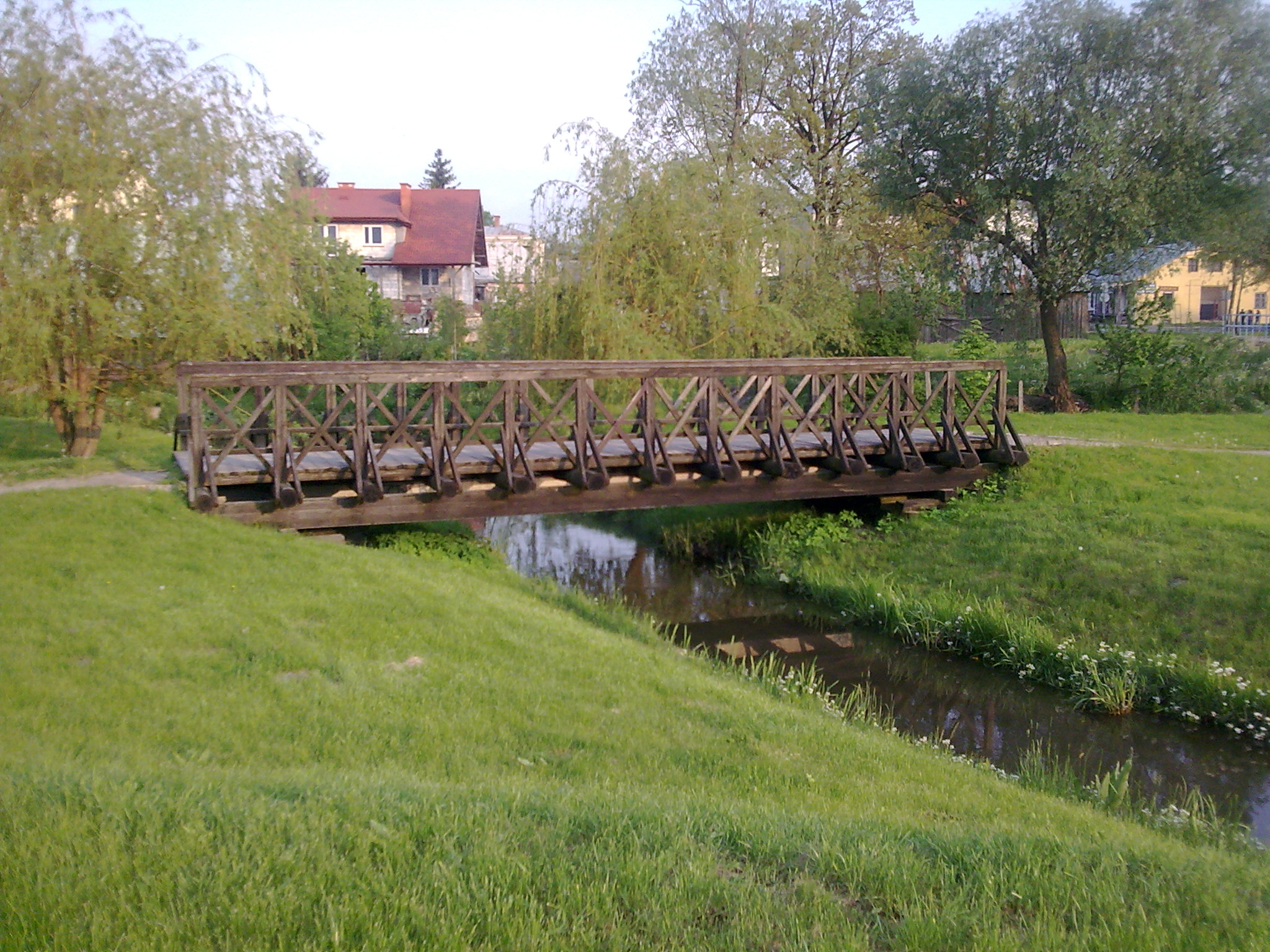
Drewniany mostek na Krężniczance
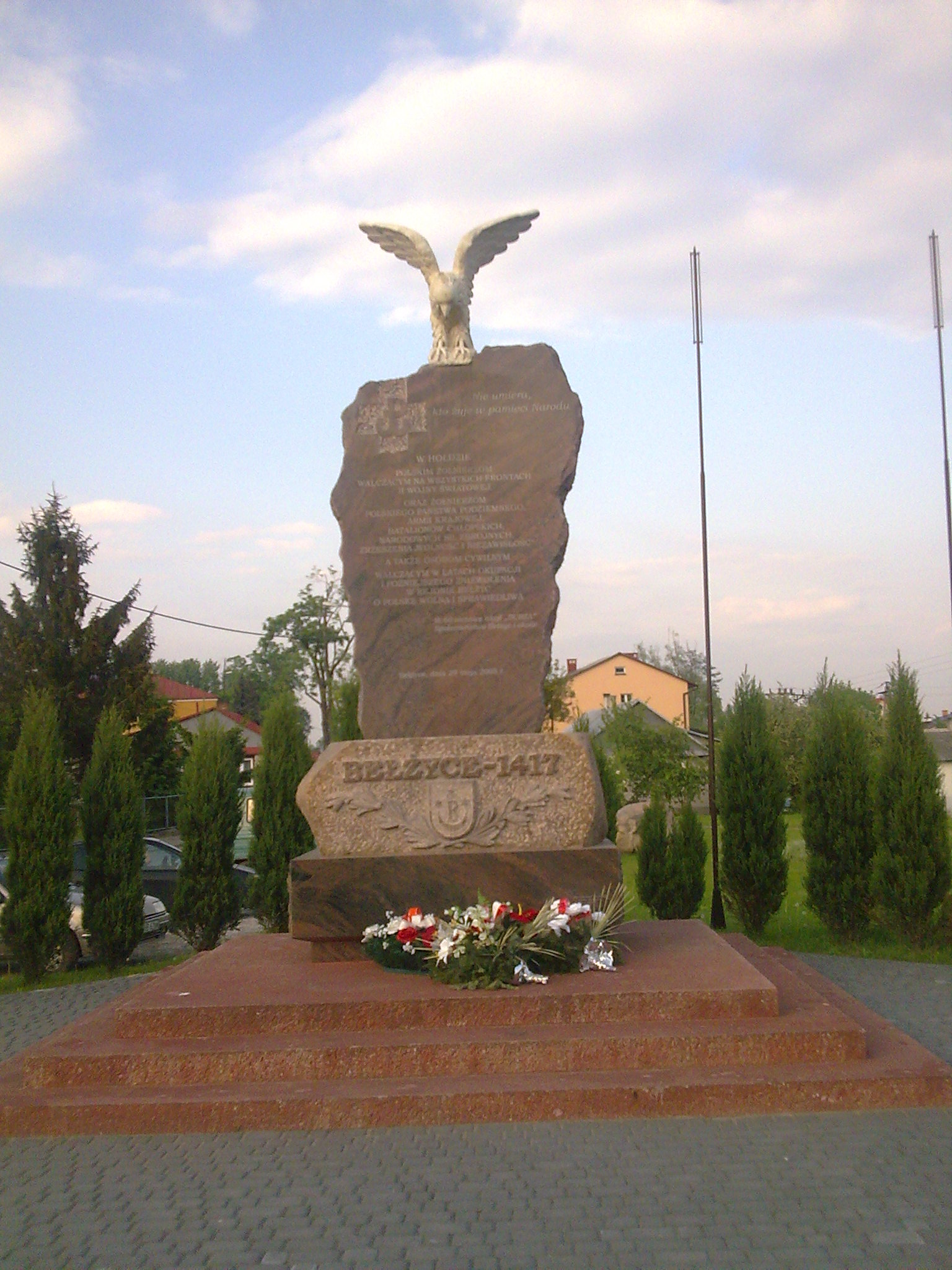
Pomnik Niepodległości z bliska, rok 2008